# Tripelpunkt
Ved tripelpunkt forstås den temperatur og det tryk, hvor et stof kan forekomme i de tre tilstandsformer væske, fast form og gas. For vand vil det til eksempel være formerne vand (væske), is (fast form) og damp (gas).

## Overgang mellem vand og is
Man siger i daglig tale, at vands frysepunkt er ved 0 °C. Det passer ved normalt, atmosfærisk tryk. Smeltepunktet, som er den mere generelle betegnelse for et stofs overgang mellem fast og flydende form, afhænger dog af trykket. For vand er det sådan, at ved højere tryk er smeltepunktet ved en lavere temperatur, og tilsvarende ved lavere tryk ved en højere temperatur. Når trykket falder mod vakuum ændres smeltepunktet dog kun ganske lidt – i størrelsesordenen 0,01 °C.

## Overgang mellem vand og damp
Ved normalt atmosfærisk tryk koger vand ved 100 °C. Ved højere tryk er vandets kogepunkt ved en højere temperatur, og ved lavere tryk er det ved en lavere temperatur.

## Overgang mellem is og damp
I et koordinatsystem, hvor temperaturen er abscisse og trykket er ordinat, vil de to tilstandsovergange kunne tegnes som to linjer. Området mellem de to linjer svarer til tilstandsformen vand, og på hver side af dette område har vi hhv. is og damp. Linjerne vil mødes i et fælles endepunkt, og herfra udgår endnu en linje. Denne linje angiver overgangen mellem is og damp, som kaldes sublimation.
Dette punkt, hvorfra der altså udgår tre linjer, kaldes tripelpunktet. Det ligger for vand ved 0,01 °C og 611,657 ± 0,010 Pa.

## Temperaturskala
Ved en international aftale i 1954 besluttede man, at fastlægge Kelvinskalaen ved at vands tripelpunkt ligger ved 273,16 K. Nulpunktet for Kelvinskalaen er det absolutte nulpunkt.

## Tabel over tripelpunkter
Denne tabel viser tripelpunkterne over de mest almindelige stoffer. Medmindre andet er angivet, stammer datene fra The U.S. National Bureau of Standards (nu NIST).
| Stof                    | T (K)  | P (kPa*)      |
| ----------------------- | ------ | ------------- |
| Acetylen                | 192.4  | 120           |
| Ammoniak                | 195.40 | 6.076         |
| Argon                   | 83.81  | 68.9          |
| Butan                   | 134.6  | 7 × 10−4      |
| Kulstof (Grafit)        | 4765   | 10132         |
| Kuldioxid               | 216.55 | 517           |
| Kulilte                 | 68.10  | 15.37         |
| Kloroform               | 175.43 | 0.870         |
| Deuterium               | 18.63  | 17.1          |
| Ethan                   | 89.89  | 8 × 10−4      |
| Ethanol                 | 150    | 4.3 × 10−7    |
| Ethylen                 | 104.0  | 0.12          |
| Myresyre                | 281.40 | 2.2           |
| Helium-4 (lambda punkt) | 2.19   | 5.1           |
| Hexafluoroethan         | 173.08 | 26.60         |
| Hydrogen                | 13.84  | 7.04          |
| Hydrogenchlorid         | 158.96 | 13.9          |
| Jod                     | 386.65 | 12.07         |
| Isobutan                | 113.55 | 1.9481 × 10−5 |
| Kviksølv                | 234.2  | 1.65 × 10−7   |
| Metan                   | 90.68  | 11.7          |
| Neon                    | 24.57  | 43.2          |
| Nitrogenmonoxid         | 109.50 | 21.92         |
| Nitrogen                | 63.18  | 12.6          |
| Dinitrogenoxid          | 182.34 | 87.85         |
| Oxygen                  | 54.36  | 0.152         |
| Palladium               | 1825   | 3.5 × 10−3    |
| Platin                  | 2045   | 2.0 × 10−4    |
| Svovldioxid             | 197.69 | 1.67          |
| Titanium                | 1941   | 5.3 × 10−3    |
| Uran hexafluorid        | 337.17 | 151.7         |
| Vand                    | 273.16 | 0.6117        |
| Xenon                   | 161.3  | 81.5          |
| Zink                    | 692.65 | 0.065         |

 * Note: For sammenligning er typisk atmosfærisk tryk 101.3 kPa (1 atm).